# Conus leehmani
Conus leehmani é uma espécie de gastrópode do gênero Conus, pertencente a família Conidae.